# Bill Asprey
Pour les articles homonymes, voir Asprey.
Bill Asprey, né le 11 septembre 1936 à Wolverhampton et mort le 25 mai 2025, est un footballeur et un entraîneur anglais.

## Carrière

### Joueur
- 1953-1966 : Stoke City  Angleterre
- Oldham FC  Angleterre
- Port Vale FC  Angleterre

### Entraîneur
- 1979-1980 :  Oxford United
- 1980-1982 :  Syrie
- 1984-1985 :  Stoke City